# 1M busz (Tata)

A tatai 1M jelzésű autóbusz a Vasútállomás és a Fellner Jakab utca között közlekedik. Tanév közben hétköznaponként egy járat a Vasútállomás irányba nem a Fellner Jakab utcától indul, hanem a Tesco Áruháztól. A járat nyári tanszünetben módosított menetrend szerint közlekedik. A viszonylatot a MÁV Személyszállítási Zrt. üzemelteti.

## Története
A 2019-es szolgáltatóváltás előtt 1A jelzéssel közlekedett.

## Útvonala
| Fellner Jakab utca felé | Vasútállomás felé |
| --- | --- |
| Vasútállomás – Gesztenye fasor – Bacsó Béla utca – Almási utca – Május 1. út – Komáromi utca – Kossuth tér – Kocsi utca – Táncsics Mihály utca – Május 1 út – Komáromi utca – Veres Péter utca – Mocsai utca – József Attila utca – Dózsa György utca – Fellner Jakab utca – Fellner Jakab utca | (Tesco Áruház – Eszterházy körút – Környei út – Toldi Miklós utca – Iskola utca – Fellner Jakab utca –) Fellner Jakab utca – Fellner Jakab utca – Kocsi út – Dózsa György utca – József Attila utca – Mocsai utca – Veres Péter utca – Komáromi utca – Május 1. út – Táncsics Mihály utca – Kocsi utca – Kossuth tér – Komáromi utca – Május 1. út – Somogyi Béla utca – Bacsó Béla utca – Gesztenye fasor – Vasútállomás |

## Megállóhelyei
Az átszállási kapcsolatoknál a 2025 június 21-étől augusztus 31-ig érvényes nyári menetrend szerint van feltüntetve
A tanszünetben a Tesco Áruháztól induló járat nem közlekedik
| 1M (Vasútállomás – Mocsai utca – Fellner Jakab utca)            | 1M (Vasútállomás – Mocsai utca – Fellner Jakab utca) | 1M (Vasútállomás – Mocsai utca – Fellner Jakab utca) | 1M (Vasútállomás – Mocsai utca – Fellner Jakab utca) | 1M (Vasútállomás – Mocsai utca – Fellner Jakab utca) | 1M (Vasútállomás – Mocsai utca – Fellner Jakab utca) | 1M (Vasútállomás – Mocsai utca – Fellner Jakab utca) | 1M (Vasútállomás – Mocsai utca – Fellner Jakab utca) | 1M (Vasútállomás – Mocsai utca – Fellner Jakab utca) |
| Perc (↓)                                                        | Perc (↓)                                             | Perc (↓)                                             | Megállóhely                                          | Perc (↑)                                             | Perc (↑)                                             | Perc (↑)                                             | Perc (↑)                                             | Átszállási kapcsolatok |
| A                                                               | B                                                    | C                                                    | Megállóhely                                          | A                                                    | B                                                    | C                                                    | T                                                    | Átszállási kapcsolatok |
| --------------------------------------------------------------- | ---------------------------------------------------- | ---------------------------------------------------- | ---------------------------------------------------- | ---------------------------------------------------- | ---------------------------------------------------- | ---------------------------------------------------- | ---------------------------------------------------- | --- |
| 0                                                               | 0                                                    | 0                                                    | Vasútállomás Végállomás                              | 17                                                   | 18                                                   | 22                                                   | 20                                                   | 1, 1R, 1T, 2G, 9, 9M 8462, 8706 S10 G10 IC, gyorsvonat, expresszvonat |
| 1                                                               | 1                                                    | 1                                                    | Vasútállomás bejárati út                             | 15                                                   | 16                                                   | 20                                                   | 18                                                   | 1, 1R, 1T, 9, 9M 804, 814, 8462, 8467, 8479, 8700, 8706 1824 |
| 2                                                               | 2                                                    | 2                                                    | Bezerédi utca                                        | 14                                                   | 15                                                   | 19                                                   | 17                                                   | 1, 1R, 1T, 9, 9M 8462, 8706 |
| ∫                                                               | ∫                                                    | ∫                                                    | Somogyi Béla út                                      | 13                                                   | 14                                                   | 18                                                   | 16                                                   | 1, 1R, 1T, 7, 7A, 8, 9, 9M |
| 3                                                               | 3                                                    | 3                                                    | Almási út                                            | ∫                                                    | ∫                                                    | ∫                                                    | ∫                                                    | 1, 1R, 1T, 7, 7A, 8, 9, 9M |
| 4                                                               | 5                                                    | 5                                                    | Városközpont                                         | 11                                                   | 12                                                   | 16                                                   | 14                                                   | 1, 1R, 1T, 2G, 5, 5A, 5AF, 5FA, 5T, 7, 7A, 8, 9, 9M 804, 814, 8400, 8406, 8462, 8463, 8465, 8466, 8467, 8472, 8700, 8706, 8716 1824, 1841 |
| 5                                                               | 6                                                    | 7                                                    | Autóbusz-állomás (Május 1. út)                       | 10                                                   | 11                                                   | 13                                                   | 13                                                   | Helyben: 1, 1R, 1T, 2G, 5, 5AF, 5FA, 5T, 7, 7A, 8, 9, 9M Autóbusz-állomáson: 3, 5A, 5AF, 5FA 804, 814, 8400, 8402, 8406, 8462, 8463, 8465, 8466, 8467, 8472, 8479, 8574, 8587, 8594, 8700, 8706, 8716, 8726, 8727, 8736, 8740 1824, 1841, 1850 |
| 6                                                               | 7                                                    | 9                                                    | Május 1. út                                          | 9                                                    | 9                                                    | 10                                                   | 12                                                   | 1, 1R, 1T, 2G, 5, 5AF, 5FA, 5T, 7, 8, 9, 9M 8465, 8466, 8479, 8726, 8727 |
| 7                                                               | 9                                                    | 11                                                   | Kossuth tér                                          | 8                                                    | 8                                                    | 9                                                    | 11                                                   | 1, 1R, 1T, 2G, 5, 5AF, 5FA, 5T, 7, 8, 9, 9M 8402, 8472, 8574, 8587, 8594, 8736, 8740 1850 |
| 8                                                               | 10                                                   | 12                                                   | Környei út                                           | 6                                                    | 6                                                    | 7                                                    | 9                                                    | 1, 1R, 1T, 2G, 5, 5AF, 5FA, 5T, 7, 8, 9, 9M 8402, 8472, 8574, 8587, 8594, 8736, 8740 1850 |
| 10                                                              | 12                                                   | 14                                                   | József Attila utca                                   | 4                                                    | 4                                                    | 4                                                    | 7                                                    | 9M 8465, 8466, 8726, 8727 |
| 11                                                              | 13                                                   | 15                                                   | Veres Péter utca                                     | 3                                                    | 3                                                    | 3                                                    | 6                                                    | 9M |
| 12                                                              | 14                                                   | 16                                                   | Mocsai utca                                          | 2                                                    | 2                                                    | 2                                                    | 5                                                    | 9M |
| 13                                                              | 15                                                   | 17                                                   | Dózsa György úti ABC                                 | 1                                                    | 1                                                    | 1                                                    | 4                                                    | 9M |
| 15                                                              | 17                                                   | 19                                                   | Fellner Jakab utca Végállomás                        | 0                                                    | 0                                                    | 0                                                    | 3                                                    | 1, 1R, 1T, 2G, 5, 5AF, 5FA, 5T, 7, 8, 9, 9M |
| Tesco Áruháztól tanév közben hétköznaponként csak 1 járat indul |                                                      |                                                      |                                                      |                                                      |                                                      |                                                      |                                                      | |
| ∫                                                               | ∫                                                    | ∫                                                    | Környei úti temető                                   | ∫                                                    | ∫                                                    | ∫                                                    | 1                                                    | 1R, 1T, 5T 8402, 8574, 8587, 8594 |
| ∫                                                               | ∫                                                    | ∫                                                    | Tesco Áruház Induló állomás                          | ∫                                                    | ∫                                                    | ∫                                                    | 0                                                    | 1R, 1T, 5T |

## Külső hivatkozások
- Vonalhálózati térképek. Volánbusz. (Hozzáférés: 2024. június 28.)
- Vonalhálózati térképek. MÁV-csoport. (Hozzáférés: 2025. január 27.)